# Kolarstwo na Letnich Igrzyskach Olimpijskich 1928 – sprint mężczyzn
Sprint mężczyzn podczas Letnich Igrzysk Olimpijskich 1928 rozegrany został 12 sierpnia 1928 roku  na torze Stadionie Olimpijskim.
Wystartowało 17 zawodników

## Wyniki

### Pierwsza runda
| Zawodnik           | Czas | Uwagi |
| ------------------ | ---- | ----- |
| Willy Falck Hansen | 13,8 | Q     |
| Antonio Malvassi   |      | R     |

| Zawodnik            | Czas | Uwagi |
| ------------------- | ---- | ----- |
| Yves Van Massenhove | 13,4 | Q     |
| Jerzy Koszutski     |      | R     |
| Walter Knabenhans   |      |       |

| Zawodnik          | Czas | Uwagi |
| ----------------- | ---- | ----- |
| Antoine Mazairac  | 13,0 | Q     |
| Syd Cozens        |      | R     |
| Francisco Juillet |      | R     |

| Zawodnik        | Czas | Uwagi |
| --------------- | ---- | ----- |
| Roger Beaufrand | 13,6 | Q     |
| Bertie Donnelly |      | R     |
| August Schaffer |      | R     |

| Zawodnik       | Czas | Uwagi |
| -------------- | ---- | ----- |
| Hans Bernhardt | 13,6 | Q     |
| James Davies   |      | R     |
| Cavit Cav      |      | R     |

| Zawodnik           | Czas | Uwagi |
| ------------------ | ---- | ----- |
| Jack Standen       | 13,2 | Q     |
| Edoardo Severgnini |      | R     |
| Roberts Plūme      |      | R     |
| José Maria Yermo   |      | R     |

#### Repasaże runda 1
| Zawodnik          | Czas | Uwagi |
| ----------------- | ---- | ----- |
| Walter Knabenhans | 14,2 | Q     |
| Francisco Juillet |      |       |

| Zawodnik        | Czas | Uwagi |
| --------------- | ---- | ----- |
| Jerzy Koszutski | 12,8 | Q     |
| Bertie Donnelly |      |       |
| Roberts Plūme   |      |       |

| Zawodnik           | Czas | Uwagi |
| ------------------ | ---- | ----- |
| Antonio Malvassi   | 13,6 | Q     |
| Edoardo Severgnini |      |       |
| James Davies       |      |       |

| Zawodnik         | Czas | Uwagi |
| ---------------- | ---- | ----- |
| Syd Cozens       | 13,0 | Q     |
| José Maria Yermo |      |       |
| Cavit Cav        |      |       |

#### Repasaże finał
| Zawodnik          | Czas | Uwagi |
| ----------------- | ---- | ----- |
| Jerzy Koszutski   | 12,8 | Q     |
| Antonio Malvassi  |      | Q     |
| Syd Cozens        |      |       |
| Walter Knabenhans |      |       |

#### Ćwierćfinał
| Zawodnik            | Czas | Uwagi |
| ------------------- | ---- | ----- |
| Hans Bernhardt      | 13,2 |       |
| Yves Van Massenhove |      |       |

| Zawodnik         | Czas | Uwagi |
| ---------------- | ---- | ----- |
| Roger Beaufrand  | 13,4 |       |
| Antonio Malvassi |      |       |

| Zawodnik         | Czas | Uwagi |
| ---------------- | ---- | ----- |
| Antoine Mazairac | 13,2 |       |
| Jack Standen     |      |       |

| Zawodnik           | Czas | Uwagi |
| ------------------ | ---- | ----- |
| Willy Falck Hansen | 13,2 |       |
| Jerzy Koszutski    |      |       |

### Półfinały
| Zawodnik           | Czas | Uwagi |
| ------------------ | ---- | ----- |
| Antoine Mazairac   | 12,2 |       |
| Willy Falck Hansen |      |       |

| Zawodnik        | Czas | Uwagi |
| --------------- | ---- | ----- |
| Roger Beaufrand | 13,2 |       |
| Hans Bernhardt  |      |       |

### Pojedynek o brązowy medal
| Pozycja | Zawodnik           | Czas | Uwagi |
| ------- | ------------------ | ---- | ----- |
| brąz    | Willy Falck Hansen | 12,2 |       |
| 4.      | Hans Bernhardt     |      |       |

### Pojedynek o złoty medal
| Pozycja | Zawodnik         | Czas | Uwagi |
| ------- | ---------------- | ---- | ----- |
| złoto   | Roger Beaufrand  | 13,2 |       |
| srebro  | Antoine Mazairac |      |       |